# Aliwal North
Aliwal North (en afrikaans, Aliwal-Noord) és una ciutat de Sud-àfrica situada a la província del Cap-Oriental, a la vora del riu Orange.

## Demografia
Segons el cens de 2011, la ciutat d'Aliwal North té 16.001 habitants, dels quals 68,51 % són negres, essencialment de llengua materna xosa (49,64 %). Els coloureds i els blancs, essencialment afrikaners, representen respectivament 18,19 % i 12,43 % dels habitants. La segona llengua materna majoritàriament parlada a la població és l'afrikaans (31,90 %), per davant del sesotho (13,20 %). Els blancs són sobretot majoritaris al barri d'Arbor View (61,15 % dels 762 habitants), l'únic que no és habitat majoritàriament per poblacions descendents de les comunitats bantus.
La zona urbana, que comprèn la ciutat d'Aliwal North i el township de Dukathole (19.152 habitants, 99,23 % de negres), compta amb 35.153 residents (85,2 % de negres, 8,5 % de coloureds i 5,7 % de blancs).

## Històric

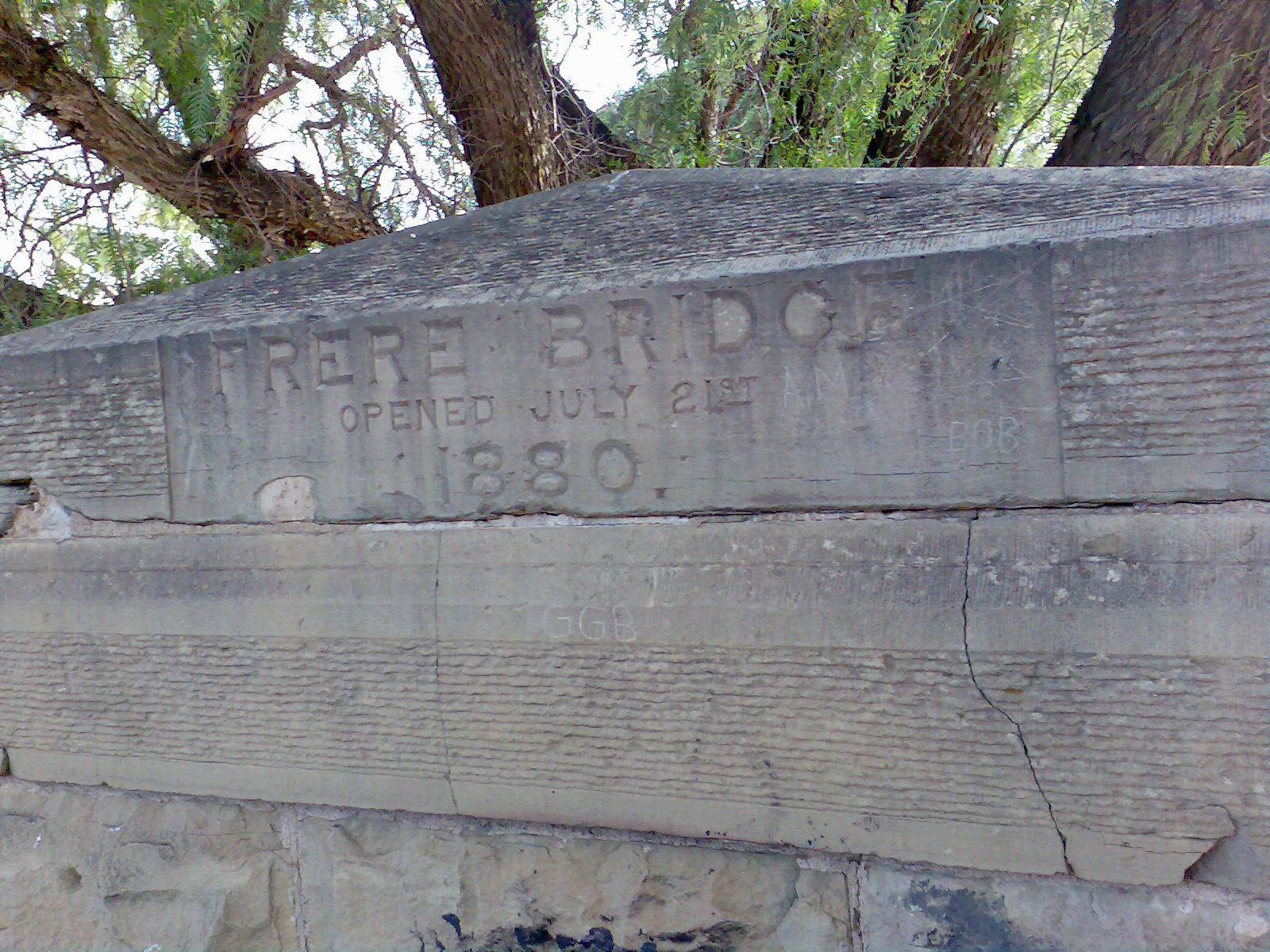
Stèle del pont "Frere Bridof" inaugurat el 21 de juliol de 1880.

Aliwal North deu la seva existència al governador britànic de la colònia del Cap Sir Harry Smith. La va fundar l'any 1850 i la va batejar en recordar la seva victòria sobre els sikhs a la batalla d'Aliwal a l'Índia, l'any 1846.
El parc urbà Juana, situat al centre de la ciutat, va ser anomenat així en l'honor a la seva esposa, Juana María de los Dolores de León.
Els bòers s'havien instal·lat a la regió des de 1828 a prop de Buffelsvlei. La ciutat es beneficia de la proximitat amb el riu Orange, així com de fonts termals adjacents.
La ciutat forma part avui del municipi de Walter Sisulu al districte de Joe Gqabi.